# 井出仁雄
井出 仁雄（いで よしお、1958年 - ）は、日本の地方公務員 (技術公務員)、鉄道実業家。大阪府都市整備部長、大阪モノレール社長などを歴任。

## 人物・経歴
1983年 (昭和58年) 3月、京都大学大学院工学研究科土木工学専攻修了。
同年4月、大阪府庁入庁。吉村庄平とは同じ京土会出身でかつ同期入庁であり、井出は大阪府での出世コースの一つとされている道路畑を長く歩む。
1992年 (平成4年) 4月、土木部都市整備局交通政策課主査（大阪高速鉄道主幹）。1994年9月、同道路課主査。1998年4月、交通政策室交通計画係長。2000年4月、茨木土木事務所課長補佐、2004年4月、同建設課長。2006年4月、都市整備部交通道路室参事。2009年4月、同道路整備課長。2011年4月、茨木土木事務所長。2013年4月、都市整備部交通道路室長。2014年4月、住宅まちづくり部理事。2015年7月、都市整備部技監。
2017年4月、都市整備部長。箕面森町での企業誘致、新名神高速道路の箕面・茨木北・高槻それぞれのインターチェンジに至るまでのアクセス道路整備、大和川線整備などに務めた。同年6月、関西高速鉄道取締役。2018年には6月の大阪北部地震、9月の台風第21号など天災対応に追われた。2019年3月、大阪府退職。
2019年 (令和元年) 6月、大阪モノレール代表取締役社長。門真市駅から瓜生堂駅までの本線延伸事業に取り組んでいる。
2022年 (令和4年) 6月、大阪モノレール代表取締役社長退任